# Kacyk północny
Kacyk północny (Icterus galbula) – gatunek małego, wędrownego ptaka z rodziny kacykowatych (Icteridae).

## Systematyka
Takson ten był wcześniej łączony w jeden gatunek z kacykiem czarnogrzbietym (I. abeillei) i kacykiem złotobrewym (I. bullockiorum). Nie wyróżnia się podgatunków.

## Morfologia
Długość ciała 17–19 cm, rozpiętość skrzydeł 23–30 cm. Masa ciała 30–40 g.
Samiec ma tułów płomienisto-pomarańczowo-czarny z białymi partiami na skrzydłach, znacznie większymi niż u kacyka złotobrewego. Ma czarny kaptur rozciągający się na pierś. Ciemię, potylica, pasek oczny oraz śliniaczek czarne, brew, policzki oraz boki szyi pomarańczowe. Samica i młode z wierzchu oliwkowobrązowe, od spodu pomarańczowo-żółte; na skrzydłach widoczne dwa białe paski.

## Zasięg, środowisko
W sezonie lęgowym zamieszkuje luźne zadrzewienia liściaste środkowej i wschodniej części Ameryki Północnej (południowa Kanada oraz środkowe i wschodnie USA). Często żeruje i gniazduje w parkach, sadach czy w ogrodach. Zimę spędza od skrajnego południa USA (Floryda, wybrzeże południowej Kalifornii) przez Meksyk i Amerykę Środkową po północną część Ameryki Południowej (Kolumbia i Wenezuela). Na zimowiskach przebywa w otwartych lasach, ogrodach czy na plantacjach kawy i kakao.

## Zachowanie

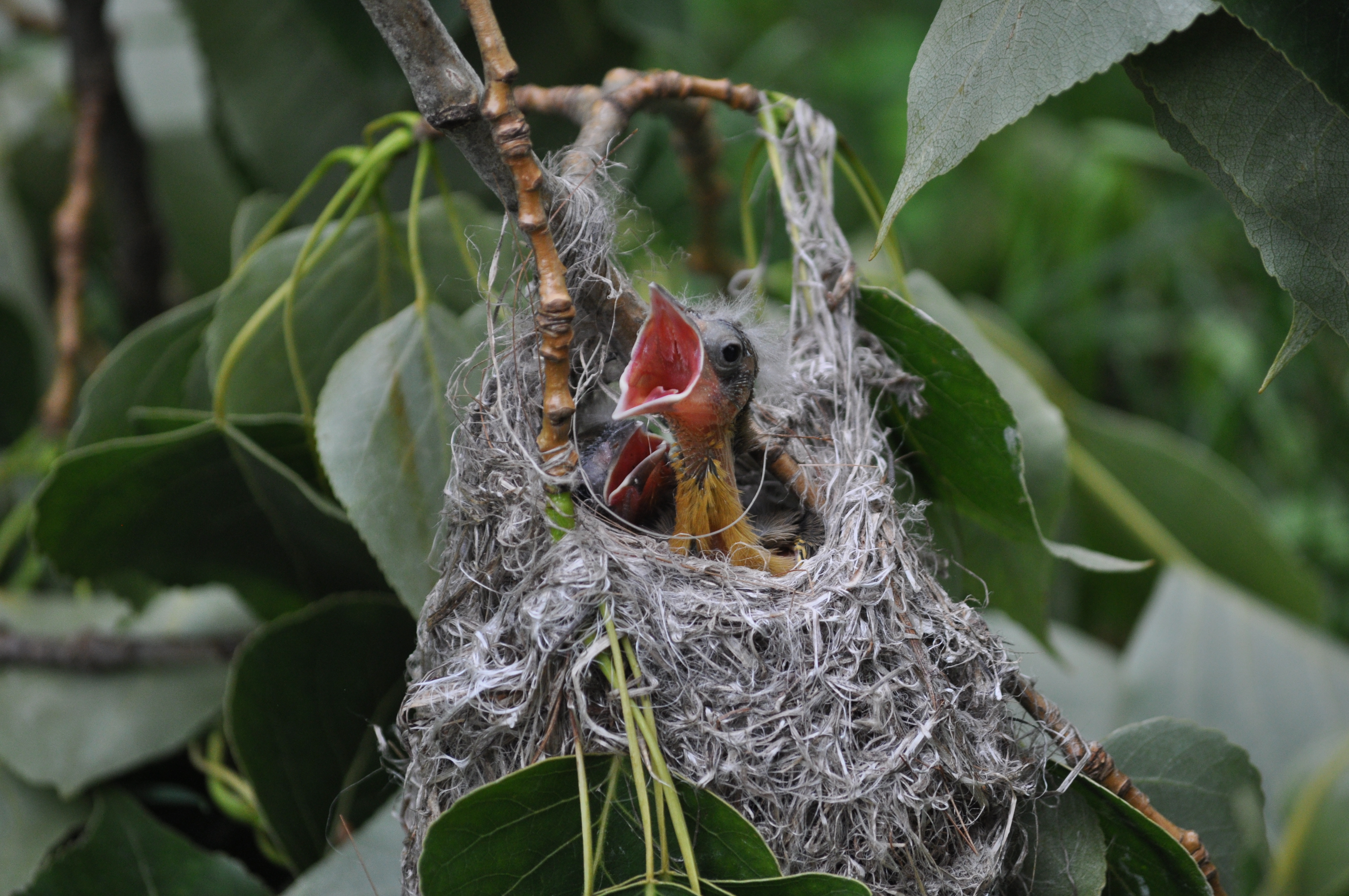
Pisklęta w gnieździe

Ptaki te wyprowadzają jeden lęg w roku. Budową gniazda zajmuje się samica; jest ono utkane z włókien roślinnych i zwierzęcych (niekiedy także sztucznych, takich jak sznurek czy żyłka wędkarska) w formie zwisającego z gałęzi worka. Samiec niekiedy przynosi materiał na gniazdo, ale nie zajmuje się budową. W zniesieniu 3–7 jaj (zwykle 4). Inkubacja trwa 11–14 dni. Wysiaduje wyłącznie samica, samiec sporadycznie dostarcza jej pożywienie, przeważnie więc żywi się sama. Karmieniem piskląt zajmują się oboje rodzice. Po 11–14 dniach od wyklucia młode są w pełni opierzone.
Kacyk północny żywi się owadami (stanowią podstawę pożywienia w sezonie lęgowym), owocami i nektarem.

## Status
Międzynarodowa Unia Ochrony Przyrody (IUCN) uznaje kacyka północnego za gatunek najmniejszej troski (LC, Least Concern) nieprzerwanie od 2000 roku. Organizacja Partners in Flight szacuje liczebność populacji lęgowej na 12 milionów osobników. Trend liczebności populacji uznawany jest za stabilny.